# 2025 год в музыке

## Юбилеи музыкантов
- 80 лет — Юрий Антонов, композитор, певец (19 февраля)
- 75 лет — Надежда Бабкина, певица (19 марта)
- 70 лет — Лариса Долина, эстрадная и джазовая певица (10 сентября)
- 65 лет — Игорь  Николаев, композитор, певец (17 января)
- 60 лет — Валерий Меладзе, певец (23 июня)
- 60 лет — Марина Хлебникова, певица (6 ноября)
- 55 лет — Дмитрий Маликов, эстрадный певец, композитор (29 января)
- 50 лет — Энрике Иглесиас, певец (8 мая)
- 50 лет — Ева Польна, певица, автор песен (19 мая)
- 45 лет — Анна Семенович, певица, актриса, фигуристка (1 марта)
- 45 лет — Баста, рэпер, композитор (20 апреля)
- 45 лет — Стас Пьеха, певец (13 августа)
- 40 лет — Oxxxymiron, рэпер (31 января)
- 40 лет — Noize MC, музыкант (9 марта)
- 40 лет — Ольга Серябкина, певица (12 апреля)
- 40 лет — Елена Темникова, певица (18 апреля)
- 35 лет — Слава КПСС, рэпер (9 мая)
- 35 лет — Нюша, певица (15 августа)
- 35 лет — Zivert, певица (28 ноября)
- 30 лет — Платина, рэпер (19 апреля)
- 30 лет — Lida, хип-хоп исполнитель (10 мая)
- 30 лет — Chief Keef, рэпер (15 августа)
- 25 лет — Big Baby Tape, рэпер (5 января)
- 25 лет — Yeat, рэпер (26 февраля)
- 25 лет — Гречка, певица (1 марта)
- 25 лет — Friendly Thug 52 Ngg, рэпер (28 мая)
- 25 лет — Lil Pump, рэпер (17 августа)
- 20 лет — Ваня Дмитриенко, певец (25 октября)
- 30 лет — Клава Кока, певица (23 июля)

## Награды
| 67-я церемония «Грэмми» (США)     |
| --------------------------------- |
| Будет объявлено позже             |
| Billboard Music Awards 2025 (США) |
| Будет объявлено позже             |
| BRIT Awards 2025 (Великобритания) |
| Будет объявлено позже             |
| MTV Video Music Awards 2025 (США) |
| Будет объявлено позже             |
| Евровидение-2025 (Европа)         |
| Будет объявлено позже             |
| Детское Евровидение — 2025        |
| Будет объявлено позже             |

### Зал славы рок-н-ролла
Исполнители:
- Bad Company (Боз Баррел, Саймон Кирк, Мик Ральфс и Пол Роджерс)[1]
- Outkast (André 3000 и Big Boi)[2]
- Soundgarden (Крис Корнелл, Мэтт Кэмерон, Ким Тайил, Бен Шеперд и Хиро Ямамото)[3]
- The White Stripes (Джек Уайт и Мег Уайт)[4]
- Джо Кокер[5]
- Синди Лопер[6]
- Чабби Чекер[7]

Награда за музыкальное влияние:
- Salt-N-Pepa (Сандра «Pepa» Дентон, Шерил «Salt» Джеймс[англ.] и Дейдра «DJ Spinderella» Ропер[англ.])[8]
- Уоррен Зивон[9]

Награда за музыкальное мастерство:
- Том Белл[англ.][10]
- Кэрол Кэй[англ.][11]
- Ники Хопкинс[12]

Награда Ахмета Эртегюна:
- Ленни Варонкер[англ.][13]

### Зал славы авторов песен
- The Doobie Brothers (Том Джонстон[англ.], Майкл Макдональд и Патрик Симмонс[англ.])[14]
- Эшли Горли[15]
- Родни Джеркинс[16]
- Джордж Клинтон[17]
- Майк Лав[18]
- Тони Маколей[англ.][19]

Награда Джонни Мерсера:
- Стивен Шварц[20]

Награда Хэла Дэвида «Звёздный свет»:
- Грэйси Абрамс[21]

### Зал славы кантри
Имена новых членов были объявлены 25 марта.
- Тони Браун
- Джун Картер Кэш
- Кенни Чесни

## Распавшиеся группы
- A$AP Mob
- Lynch Mob[23]
- Mew
- Sum 41[24]
- DNK

## Восстановившиеся группы
- ВИА Гра
- t.A.T.u.

## Скончались

### Январь
- 1 января — Ингрида Армонайте (62) — литовская скрипачка и музыкальный педагог
- 2 января — Ферди Тайфур (79) — турецкий певец, актёр и композитор
- 3 января — Владимир Попов (79) — советский и российский дирижёр, Заслуженный деятель искусств Российской Федерации
- 6 января — Вадим Мищук (68) — российский автор-исполнитель, бард
- 7 января
  - Айла Эрдуран (90) — турецкая скрипачка, государственная артистка Турции (1971)
  - Питер Ярроу (86) — американский певец и автор песен, участник фолк-трио Peter, Paul and Mary
- 10 января — Сэм Мур (89) — американский певец, обладатель наград «Грэмми» и «Gold Record»
- 11 января — Ежи Бауэр (88) — польский композитор, музыковед и дирижёр
- 13 января
  - Инесе Паберза (69) — латвийская певица и актриса
  - Элгар Хоуарт (89) — британский трубач, дирижёр и композитор
- 15 января — Мельба Монтгомери (86) — американская певица и автор песен
- 17 января — Херберт Хенк (76) — немецкий пианист и музыковед
- 19 января — Леопольдас Дигрис (90) — советский и литовский органист, пианист и педагог, народный артист Литовской ССР (1983)
- 20 января — Джон Сайкс (65) — британский гитарист, вокалист и автор песен
- 21 января — Гарт Хадсон (87) — канадский мультиинструменталист и композитор
- 24 января — Unk (43) — американский рэпер
- 27 января — Контесса, Эмилия (67) — индонезийская певица, актриса
- 30 января
  - Михаил Герман (79) — российский композитор, заслуженный деятель искусств Российской Федерации (1995)
  - Усманбаш, Ильхан (103) — турецкий композитор
  - Фейтфулл, Марианна (78) — английская певица и актриса
- 31 января — Людмила Шаймухаметова (73) — российский музыковед и музыкальный педагог, заслуженный деятель искусств Российской Федерации (2007)

### Февраль
- 1 февраля — Богдан Довляш (76) — польский аккордеонист и композитор
- 2 февраля — Барби Сюй (48) — тайваньская певица, актриса и телеведущая
- 4 февраля — Пол Плитка (83) — американский оперный певец (бас)
- 5 февраля
  - Дэйв Джерден (75) — американский музыкальный продюсер и звукоинженер
  - Майк Рэтлидж (81) — британский музыкант (Soft Machine)
- 8 февраля — Роза Файн (95) — советская и немецкая скрипачка и музыкальный педагог
- 9 февраля — Эдит Матис (86) — швейцарская оперная певица (сопрано)
- 10 февраля — Мария Типо (93) — итальянская пианистка
- 11 февраля — Ольга Титкова (83) — советская и российская актриса оперетты, народная артистка Российской Федерации (2004)
- 12 февраля — Денис Уик (93) — британский оркестровый тромбонист
- 16 февраля — Владимир Валек (89) — чешский дирижёр
- 17 февраля — Джейми Мьюир (82) — британский художник и музыкант
- 20 февраля
  - Джерри Батлер (85) — американский певец и автор песен
  - Илкка Куусисто (91) — финский композитор
  - Франкетьен (88) — гаитянский поэт, драматург, художник, музыкант, певец и педагог, артист ЮНЕСКО во имя мира (2010)
  - Иван Шумилов (86) — советский и шведский музыкант
- 23 февраля — Крис Джаспер (73) — американский певец и автор песен
- 24 февраля — Роберта Флэк (88) — американская соул-певица
- 25 февраля — Коберн Фарр (62) — канадский певец и музыкант

### Март
- 1 марта
  - Юрий Мартынов (67) — российский композитор, заслуженный деятель искусств Российской Федерации (2003), брат Евгения Мартынова
  - Энджи Стоун (63) — американская певица, автор песен, пианистка, продюсер
- 2 марта — Адриан Корчинский (65) — советский и российский композитор
- 3 марта — Жан Мари Лондекс (92) — французский саксофонист
- 4 марта — Рой Эйерс (84) — американский джазовый музыкант и композитор
- 6 марта — Брайан Джеймс (70) — британский рок-музыкант, гитарист и один из основателей группы The Damned
- 7 марта — Геннадий Банщиков (81) — советский и российский композитор, педагог, заслуженный деятель искусств РСФСР (1991)
- 13 марта — София Губайдулина (93) — советский и российский композитор, заслуженный деятель искусств РСФСР (1989)
- 18 марта — Бедрос Киркоров (92) — болгарский, советский и российский эстрадный певец, народный артист Российской Федерации (2012)

### Апрель
- 5 апреля — Паша Техник (40) — российский рэпер, автор текстов, битмейкер, музыкальный продюсер, шоумен, лидер и один из основателей рэп-группы Kunteynir.